# Gaston Cailleux
Gaston Louis Claude Cailleux (Saint-Denis, 6 dicembre 1870 – Saint-Denis, 28 gennaio 1946) è stato un velista francese.
Partecipò ai giochi della II Olimpiade di Parigi nel 1900 dove vinse una medaglia di bronzo nella gara 1 della classe velistica da 0 a mezza tonnellata a bordo di Sarcelle. Nella gara 2 della stessa categoria giunse quarto mentre nella gara di classe aperta non si classificò.

## Palmarès
| Anno | Manifestazione | Sede   | Evento                 | Risultato |
| ---- | -------------- | ------ | ---------------------- | --------- |
| 1900 | Olimpiadi      | Parigi | Classe 0-½ ton, gara 1 | Bronzo    |